# Josip Vrlić
Josip Vrlić (Fiume, 25 aprile 1986) è un pallanuotista croato, naturalizzato brasiliano, centroboa del Mladost.

## Carriera
È cresciuto nel Primorje, squadra della sua città natale. Ha disputato tre stagioni in Spagna con la calottina del Barceloneta, una in Brasile con il Fluminense e una in Serbia con il Radnički Kragujevac.
A partire dal 2015, nonostante non abbia alcun legame di parentela con il Paese sudamericano, viene naturalizzato brasiliano e quindi reso convocabile dalla nazionale allenata da Ratko Rudić in vista dei Giochi Olimpici di Rio de Janeiro 2016. Nel 2018, invece, abbandona nuovamente la nazionalità brasiliana e debutta con la Croazia, con cui si laurea campione d'Europa nel 2022 e campione del mondo nel 2024.

## Palmarès

### Club
- Campionato spagnolo: 5

Barceloneta: 2010-11, 2011-12, 2012-13, 2017-18, 2018-19
- Copa del Rey: 3

Barceloneta: 2012-13, 2017-18, 2018-19
- Supercopa de España: 6

Barceloneta: 2010, 2011, 2013, 2017, 2018, 2019
- Campionato brasiliano: 1

Fluminense: 2013-14
- Coppa di Serbia: 2

Radnicki: 2014-15, 2021-22
- Campionato croato: 4

Jug Dubrovnik: 2015-16, 2016-17
Mladost: 2020-21
Jadran Spalato: 2023-24
- Kup Hrvatske: 4

Jug Dubrovnik: 2015-16, 2016-17
Mladost: 2019-20, 2020-21
- Eurolega: 1

Jug Dubrovnik: 2015-16
- Lega Adriatica: 3

Jug Dubrovnik: 2015-16, 2016-17
Mladost: 2019-20
- Supercoppa LEN: 1

Jug Dubrovnik: 2016
- Supercoppa di Croazia: 1

Jadran Spalato: 2023

### Nazionale

#### Croazia
- Olimpiadi

Parigi 2024: 
- Mondiali

Gwangju 2019: 
Doha 2024: 
- Europei

Barcellona 2018: 
Spalato 2022: 
Zagabria-Dubrovnik 2024: 

#### Brasile
- Giochi Panamericani

Toronto 2015: 
- World League

Bergamo 2015: